# Nižné Smrekovické pliesko
Nižné Smrekovické pliesko je morénové jezero v dolní části Furkotské doliny ve Vysokých Tatrách na Slovensku. Má rozlohu 0,0830 ha a je 55 m dlouhé a 18 m široké. Dosahuje maximální hloubky 0,6 m a objemu 447 m³. Leží v nadmořské výšce 1355 m. Dříve se také nazývalo Vyšné popř. Horné Rakytovské pleso.

## Okolí
Přibližně 750 m jihozápadně se nachází vrchol Rakytovec a 1,5 km na západ Štrbské pleso. Pleso je zanesené rašelinou a zarostlé kosodřevinou. Od uragánu z 19. listopadu 2004, který zničil okolní smrkový les, je pleso viditelné z okolních vrcholů.

## Vodní režim
Pleso nemá povrchový přítok ani odtok. Naplňuje se občasně při vysokém stavu vody. Náleží k povodí přítoků Bieleho Váhu. Rozměry jezera v průběhu času zachycuje tabulka:
| Rok     | Měření prováděl   | Rozloha ha | Délka m | Šířka m | Hloubka max.m | Objem m³ |
| ------- | ----------------- | ---------- | ------- | ------- | ------------- | -------- |
| 1961–67 | pracovníci TANAPu | 0,080      | 55      | 18      | 0,6           | [ 1 ]    |
| 2005    | Gregor, Pacl      | 0,0830     | [ 1 ]   | [ 1 ]   | 0,6           | 447      |

## Přístup
Jižně i severně od plesa prochází lyžařský běžecký okruh začínající u Štrbského plesa, jež je vzdáleno přibližně 40 minut.